# Bibana
En bibana är en järnväg som ansluter till en stambana eller annan viktigare järnvägslinje och som inte är av stambanekaraktär.

## Exempel på bibanor i Sverige
- Järnvägslinjen Finspång–Kimstad
- Järnvägslinjen Älmhult–Olofström
- Kumla–Yxhults Järnväg
- Läggesta–Mariefreds station, på dåvarande Norra Södermanlands Järnväg
- Järnvägslinjen Örbyhus-Hallstavik